# 田野拟漆姑
田野拟漆姑（学名：Spergularia rubra）为石竹科拟漆姑属的植物。分布在欧亚温带以及中国大陆的新疆等地，生长于海拔840米的地区，一般生于路旁沙地以及林中旷盐渍化的土壤上，目前尚未由人工引种栽培。